# Chrysogorgia delicata
Chrysogorgia delicata är en korallart som beskrevs av Nutting 1908. Chrysogorgia delicata ingår i släktet Chrysogorgia och familjen Chrysogorgiidae. Inga underarter finns listade i Catalogue of Life.